# Nysa
För andra betydelser, se Nysa (olika betydelser).
Nysa ([ˈnɨsa] lyssna (fil); tyska: Neisse eller Neiße) är en stad i Opole vojvodskap i södra Polen, belägen vid floden Nysa Kłodzka, 55 kilometer sydväst om Opole. Staden hade 44 474 invånare (2016). Den är huvudort och största stad i Powiat nyski.
Staden tillhörde Preussen mellan 1742 och 1945, från 1871 även som del av Tyskland. Neisse avträddes 1945, tillsammans med övriga Oberschlesien, till Polen enligt Potsdamöverenskommelsen. Stora delar av den historiska barockarkitekturen förstördes i andra världskriget, men under senare år har vissa av de historiska byggnaderna återskapats.